# Edward Forbes

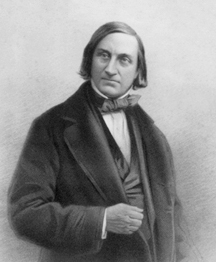
Edward Forbes

Edward Forbes (ur. 12 lutego 1815 w Douglas, Wyspa Man, zm. 18 listopada 1854 w Wardie koło Edynburga) – brytyjski przyrodnik, jeden z pionierów biogeografii, który badał rozmieszczenie roślin i zwierząt na Wyspach Brytyjskich, wiążąc je ze zmianami geologicznymi zachodzącymi w przeszłości.